# Kui tuuled pöörduvad
Kui tuuled pöörduvad (en français : Si les vents tournent) est une chanson de Sandra Nurmsalu, composée par Sven Lõhmus. 
La chanson a participé à l'Eesti Laul 2014. Sven Lõhmus est un habitué de cette sélection car il envoie souvent des chansons lors de cet événement : Rockefeller Street en 2011 ou encore Päästke noored hinged en 2013. Sandra Nurmsalu a déjà participé à cette compétition : elle la remporta en 2009 avec son groupe Urban Symphony et la chanson Rändajad écrite par Sven Lõhmus. Kui tuuled pöörduvad finit 5e avec 10 points dont 2 du jury et 8 du public (soit 3e au télévote). Cette chanson été la grande favorite de l'l'Eesti Laul 2014 en remportant tous les sondages, avec plus de 40 % des voix. Malgré sa défaite, elle reste la préférée des fans.
Selon l'auteur Sven Lõhmus, la chanson appartient au genre « Musiques du monde », le thème sur lequel sera le premier album de Sandra. Il s'est inspiré de l'Asie et de l'Océanie, plus particulièrement des musiques traditionnelles de pays tels que la Nouvelle-Zélande, les îles Tonga, l'Indonésie, la Malaisie et le Sri Lanka.

## Charts
| Année | Single               | Meilleure position     | Meilleure position   | Meilleure position    | Album           |
| Année | Single               | Raadio Uuno ( Estonie) | Elmar top ( Estonie) | Itunes top ( Estonie) | Album           |
| ----- | -------------------- | ---------------------- | -------------------- | --------------------- | --------------- |
| 2014  | Kui tuuled pöörduvad | 5                      | 3                    | 1                     | Eesti Laul 2014 |